# Iván Morovic

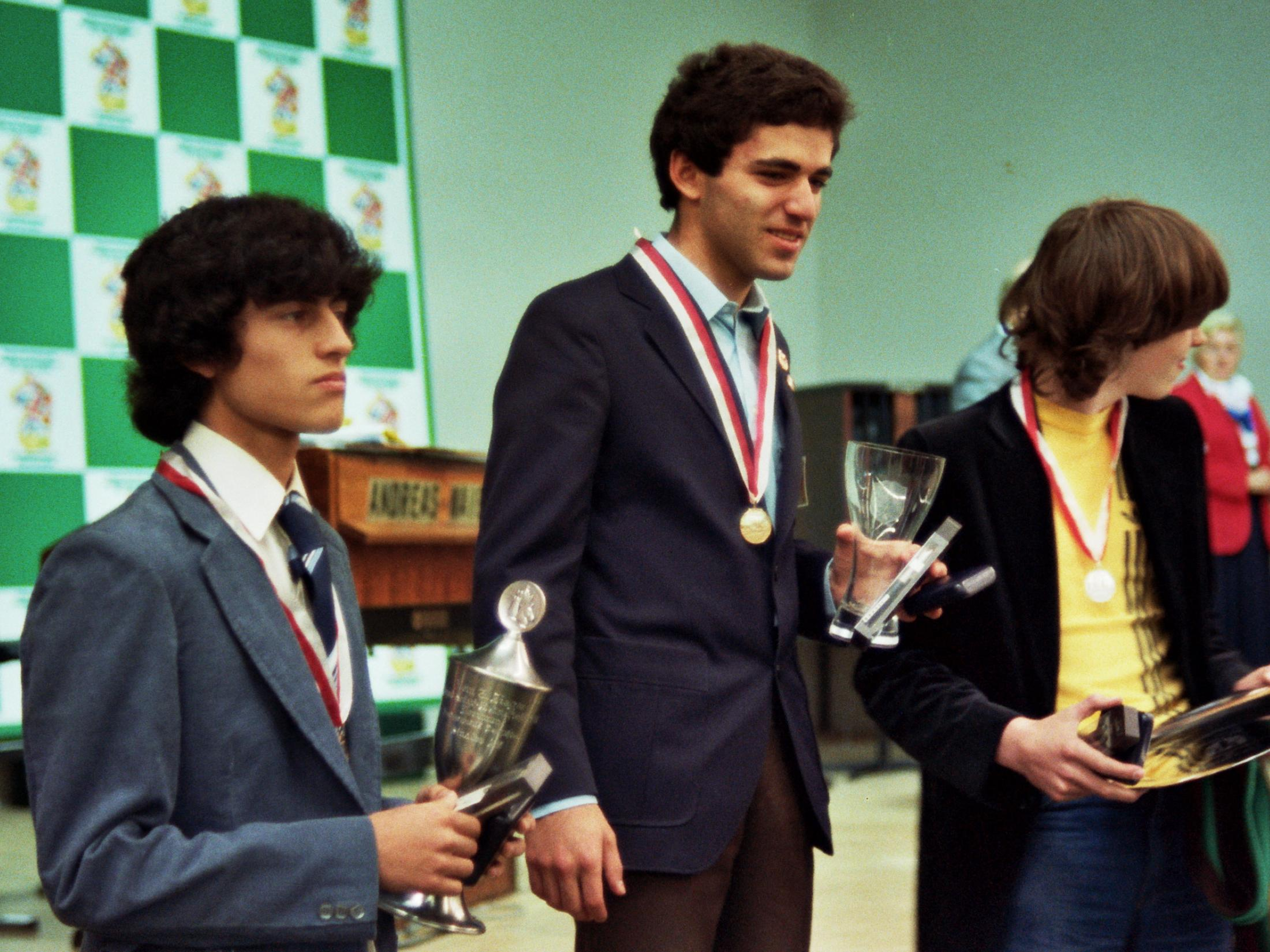
Iván Morovic, Garri Kaspárov y Nigel Short en el podio mundial juvenil.

Iván Eduardo Morovic Fernández (Viña del Mar, 24 de marzo de 1963) es un Gran Maestro Internacional de ajedrez. Ha sido en numerosas ocasiones el mejor jugador latinoamericano.
Aprendió a jugar a la edad de nueve años y consiguió el título de Gran Maestro a los veintidós, siendo el primer chileno en llegar a esa altura en el mundo del ajedrez. Fue campeón de Chile en 1981.
De su trayectoria destacan su victoria en el campeonato Sudamericano Adulto en 1985, su victoria frente al Vicecampeón del Mundo Víktor Korchnói en 1991 y ser vencedor en el campeonato del Internacional de Las Palmas.
En el ranking de marzo de 2018, tiene un puntaje Elo de 2513.  Ha dedicado grandes esfuerzos por difundir el ajedrez en Chile.

## Biografía
Morovic aprendió a jugar al ajedrez a los nueve años de edad, e ingresó en el año 1974 a la rama de ajedrez del Club Deportivo Everton, en su ciudad natal.
Realizó sus estudios en el Internado Nacional Barros Arana, donde egresó siendo el mejor de su salón de clases.[cita requerida]
En 1978 con tan solo quince años, participa en la vigesimotercera Olimpíada Mundial de Ajedrez de la Fide realizada en Argentina.
En 1979 se corona Campeón Panamericano juvenil y número 5 del mundo en la categoría menores de diecisiete años. En el mismo año logra el tercer lugar en el Campeonato Mundial categoría Cadetes realizado en la ciudad de Belfort (Francia) y el primer lugar del Campeonato Panamericano Juvenil, realizado en la ciudad de Mercedes, Uruguay.
En 1980 es Campeón del Torneo Internacional de Grandes Maestros realizado en Tel Aviv, Israel, consiguiendo su primera norma de Gran Maestro Internacional de Ajedrez (GMI) con diecisiete años.
Obtiene el tercer lugar, entre ajedrecistas de 87 países, en el Campeonato Mundial de Alemania de menores de veinte años, tras hacer tablas con el ruso Gary Kasparov quien es considerado por muchos como el mejor ajedrecista de la historia. Participa como primer tablero del equipo chileno en la Vigesimocuarta Olimpíada Mundial de Ajedrez de Malta.
En 1981, gana el Campeonato de Chile de ajedrez.
En 1982, representa a Chile en la Vigesimoquinta Olimpíada Fide de Ajedrez de Suiza. Tercer lugar Campeonato Mundial Juvenil. Copenhague, Dinamarca.
En 1984, obtiene medalla de bronce en la Vigesimosexta Olimpíada Fide de Ajedrez de Grecia (Salónica).
En 1985, con veintidós años de edad, obtiene el título de Gran Maestro Internacional (GMI) por su segundo lugar en el Torneo de GM de Brasil y se ubica entre los primeros cincuenta ajedrecistas del mundo. Se convierte en el primer chileno que ha logrado el título de Gran Maestro Internacional de Ajedrez. Es Campeón Sudamericano en Categoría Máxima de Ajedrez.
En 1986, representa a Chile en la Vigesimoséptima Olimpíada Fide de Ajedrez de Dubái. Gana el Torneo Internacional Las Palmas de Gran Canaria. En 1987 vence nuevamente el certamen de Las Palmas.
En 1988, obtiene el tercer lugar en el Open de Nueva York.
En 1989, participa en la Vigesimonovena Olimpíada Fide de Ajedrez de Yugoslavia. Además juega una partida, en Viña del Mar, contra el excampeón del mundo Boris Spassky y lo iguala 3-3.
En 1991, logra un triunfo ante el Vicecampeón del mundo Víktor Korchnói por 3,5 a 2,5 en Santiago, Chile, y se corona como campeón del Torneo Internacional de Las Palmas, España.
En 1993, es Campeón del Torneo Internacional Categoría XVI de Las Palmas, España, Campeonato más fuerte de dicho año. En el encuentro, vence a los campeones del mundo Anand, Adams, Khalifman, Jusupov, entre otros.
En 1995, es Campeón Sudamericano en categoría Máxima de Ajedrez. En 1996, participa por Chile en la Trigesimosegunda Olimpíada Fide de Ajedrez de Armenia.
En 1997, es Campeón del Torneo Internacional de GM de Buenos Aires, Argentina, Magistral Miguel Najdorf.
En 1998, iguala contra el campeón mundial Anatoly Karpov en una partida de exhibición en Santiago, Chile.
Anand vs. Morovic, Las Palmas, 1993
Termina Segundo e invicto en el Memorial Keres, Tallin-Parnu en 1998.
En 1999, es Campeón del Torneo Internacional de GM de la Habana, Cuba Memorial Capablanca.
Durante el 2002, obtiene los títulos de Campeón en el Torneo de GM de Pinamar, Argentina y de Vice Campeón en el Torneo de Santos, Brasil.
En agosto, logra el tercer lugar entre 525 competidores en el US Open 2002 de Ajedrez, uno de los torneos más importantes del mundo. Tras disputar nueve partidas, queda en calidad de invicto y a solo medio punto de los ganadores.
En octubre, clasifica 16 entre los mejores ajedrecistas del mundo para competir en el Mundial de Ajedrez Activo de Cap d' Agde, Francia. Como uno de los dos representantes del continente, logra hacer tablas con quien fuera diez años consecutivos campeón mundial y vicecampeón del Certamen, el ruso Anatoly Karpov.
Pierde su paso a las semifinales con el campeón Mundial del Certamen y décimo del ranking Fide, el israelí Boris Gelfand.
A fines de octubre, se presenta como primer tablero y es capitán de la delegación chilena que finaliza en el lugar 59 (con 29 puntos) entre 135 países participantes la Trigesimoquinta Olimpiada Mundial de Ajedrez de Bled, Eslovenia.
Se consagra como el Mejor Ajedrecista de Latinoamérica y se le considera el Mejor Ajedrecista Chileno de todo los tiempos.
En diciembre, es analista, al igual que en 1997, del excampeón mundial Anatoly Karpov para su encuentro ante el número uno del mundo, el ruso Garry Kasparov.
El enfrentamiento, realizado en los estudios de la cadena ABC en el Time Square, en New York, finalizó con la victoria de su asesorado por 2,5 y 1,5.
A fines de diciembre, obtiene el premio al Mejor Ajedrecista 2002 otorgado por el Círculo de Periodistas Deportivos como en mérito a su destacada trayectoria e importante logros conseguidos durante el año.
En febrero del 2003, obtiene 5,5 puntos al ocupar el lugar 29 en el Torneo Internacional Aeroflot Open 2003 de Moscú, Rusia. En la oportunidad, participaron 140 Grandes Maestros y 60 Maestros Internacionales de 34 países.
En abril del 2003, es campeón del Torneo Internacional Gobernador Mario Covas (Categoría XII), en Santos, Brasil. En el Torneo participaron los mejores Grandes Maestros Internacionales de Sudamérica.
En mayo del 2003, obtiene el tercer lugar en el Torneo Internacional Memorial Capablanca en La Habana.
En septiembre del 2003, obtiene el tercer lugar en el Torneo Intercontinental Clasificatorio para el Campeonato del Mundo Individual 2004, finalizando invicto con 8 puntos sobre 11 posibles. En este Torneo participaron los 150 mejores Jugadores del Continente Americano.
El año 2007 asume una muy especial tarea al tomar la presidencia de la Federación Nacional de Ajedrez de Chile, cargo que ocupa hasta fines del 2011, logrando presentar la situación del ajedrez nacional ante las máximas autoridades deportivas y consolidando a FENACH como la única Federación de Ajedrez representativa del país.
El año 2009 clasifica a la Copa Mundial después de ganar el sudamericano de ajedrez realizado en Paraguay.

## Partidas notables
- Garry Kasparov contra Iván Eduardo Morovic-Fernández, Wch Cadets, 1977, 1/2-1/2[9]
- Iván Eduardo Morovic-Fernández contra Alexander Beliavsky, Tunis Interzonal, 1985, 1-0[10]

## Distinciones individuales
| Distinción                   | Año  | Otorgado                                   |
| ---------------------------- | ---- | ------------------------------------------ |
| Mejor deportista del ajedrez | 2002 | Círculo de Periodistas Deportivos de Chile |
| Mejor deportista del ajedrez | 2009 | Círculo de Periodistas Deportivos de Chile |